# 86195 Cireglio
86195 Cireglio este o planetă minoră (asteroid), cu un diametru de 6,814 km, din centura de asteroizi. A fost descoperită pe 30 septembrie 1999 la osservatorio astronomico della Montagna Pistoiese⁠(d) de Luciano Tesi⁠(d). 
Obiectul prezintă o orbită caracterizată de o semiaxă mare de 3,1673385137744 UAi, o excentricitate de 0,18474549465362, o înclinație de 6,0237005538805 ° în raport cu ecliptica.